# Edward Aveling
Edward Bibbins Aveling (* 29. November 1849

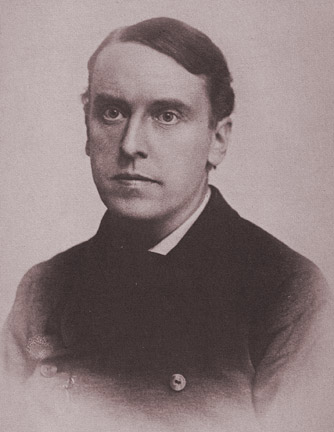
Edward Aveling. Fotografie nach 1893 der Photographic Co-Operative Society, Ld. / Miss E. F. Field Manager.

in Stoke Newington, Stadtbezirk von Hackney, London; † 2. August 1898 in Battersea, London) war ein englischer Sozialist, Zoologe, Freidenker sowie in den Jahren von 1884 bis 1898, bis zu ihrem Tod, Lebensgefährte von Eleanor Marx. Edward B. Aveling verwendete als Pseudonym den Namen Alec Nelson.

## Leben

### Jugend und Studium
Edward Aveling wurde als fünftes von acht Kindern in dem Haus „6 Nelson Terrace“ geboren. Sein Vater war der protestantische irische Reverend Thomas William Baxter Aveling (* 1815; † 1884) und seine Mutter Mary Ann († 1877) die Tochter von Thomas Goodall, eines Farmers und Gastwirts aus Wisbech.
Ab 1863 besuchte er mit seinem Bruder Frederick Wilkins Aveling die „Proprietary School in Taunton“ und 1867 begann er seine Gymnasialbildung an dem University College London und danach ein Studium der Naturwissenschaft. 1869 wechselt er zur Philosophischen Fakultät und er hielt ein Stipendium von 40 £ sowie ein dreijähriges Stipendium von 50 £ für das Studium der Zoologie. Er erhielt den Bachelor of science in Zoologie 1870. Von 1870 bis 1872 arbeitete er als Assistent von Michael Foster in Cambridge. Im Jahr 1876 wurde er zum Doktor der Naturwissenschaften promoviert und zum Mitglied der Linné-Gesellschaft gewählt. Aveling lehrte am New College, London bis 1879. Am 30. Juli 1872 heiratete Aveling Isabel Campbell Frank genannt „Bell“ (* 1849?; † 12. September 1892), die Tochter eines Geflügelhändlers und Erbin ihres 1868 verstorbenen Vaters. Nach ungefähr zwei Jahren trennte sich die Ehefrau von Aveling, eine Ehescheidung wurde aber nicht vollzogen. Bereits 1872 oder 1873 hatte Aveling, bei einem Vortrag an einer Schule in Hampstead Karl Marx flüchtig kennengelernt.

### Der Freidenker
Nachdem Avelings Mutter 1877 am Schlagfluss gestorben war, bekannte er sich zum Atheismus. Durch einen seiner Studenten lernte er 1879 Annie Besant und Charles Bradlaugh von der „National Secular Society“ kennen und er nahm bald eine führende Rolle in dieser Gesellschaft wahr. Gemeinsam mit ihnen gab er zahlreiche Broschüren heraus. Im September 1881 besuchte Aveling gemeinsam mit Ludwig Büchner Charles Darwin in dessen Haus in Downe. Sie diskutierten über Atheismus und Darwin zog es vor als Agnostiker zu gelten. Aveling verteidigte den Herausgeber des „Freethinker“ George William Foote, als dieser von dem konservativen Parlamentsmitglied Sir Henry Tyler wegen Blasphemie vor Gericht gezerrt wurde. Aveling veröffentlichte nicht nur zahlreiche Broschüren im Auftrage der „National Secular Society“, sondern kam als Agitator auf hunderten von Versammlungen mit Arbeitern in Kontakt.
Im 1882 gründete Foote die Zeitschrift Progress. A monthly magazine of advanced thought und Aveling war der Redakteur dieser Zeitschrift. Er bat Eleanor Marx um einen Artikel über ihren verstorbenen Vater. Aveling veröffentlichte Gedichte in dieser Zeitschrift, die sich wie Liebesgedichte lesen.
Auch Friedrich Engels schrieb für diese Zeitschrift.
Aveling war nicht nur ein Bewunderer von Charles Darwin und dessen Evolutionstheorie, sondern er bemühte sich auch um einen persönlichen Kontakt zu Darwin. Am 12. Oktober 1880 schrieb er einen Brief an ihn und bat, ihm ein Buch widmen zu dürfen. Darwin antwortete am 13. Oktober, dass er seinem Wunsch nicht entsprechen wollte. Das Buch, es handelt sich um The Student’s Darwin befindet sich noch heute im Darwin-Nachlass. Darwins Brief gelangte als Teilnachlass von Eleanor Marx mit Darwins Brief an Karl Marx vom 1. Oktober 1873 in den Marx-Nachlass und wurde deshalb lange Zeit als negative Stellungnahme von Darwin Karl Marx gegenüber behandelt. Am 28. September 1881 besuchten Aveling und Ludwig Büchner Darwin in seinem Haus in Downe. 1897 schrieb Aveling darüber: „Er begrüßte uns auf der Schwelle seines Hauses. […] Wir frühstückten mit ihm und etlichen Familienangehörigen. […] Wir erfuhren später, daß Frau Darwin in jeder Hinsicht am orthodoxen Kirchenglauben festhielt. Darwin erzählte uns im Verlaufe unserer Unterhaltung, daß ihm die Veröffentlichung der Ergebnisse seiner wissenschaftlichen Forschungen und Entdeckungen äußerst schmerzlich war, weil er wußte, daß manche von ihnen Personen verletzten mußten, die ihm am nächsten standen.“ Aveling führte auch einen Briefwechsel mit Haeckel über die Veröffentlichung einiger Aufsätze von Haeckel in England, die unter dem Titel The Pedigree of Man. And Other Essays 1883 gedruckt wurden.

### Bei den Sozialisten

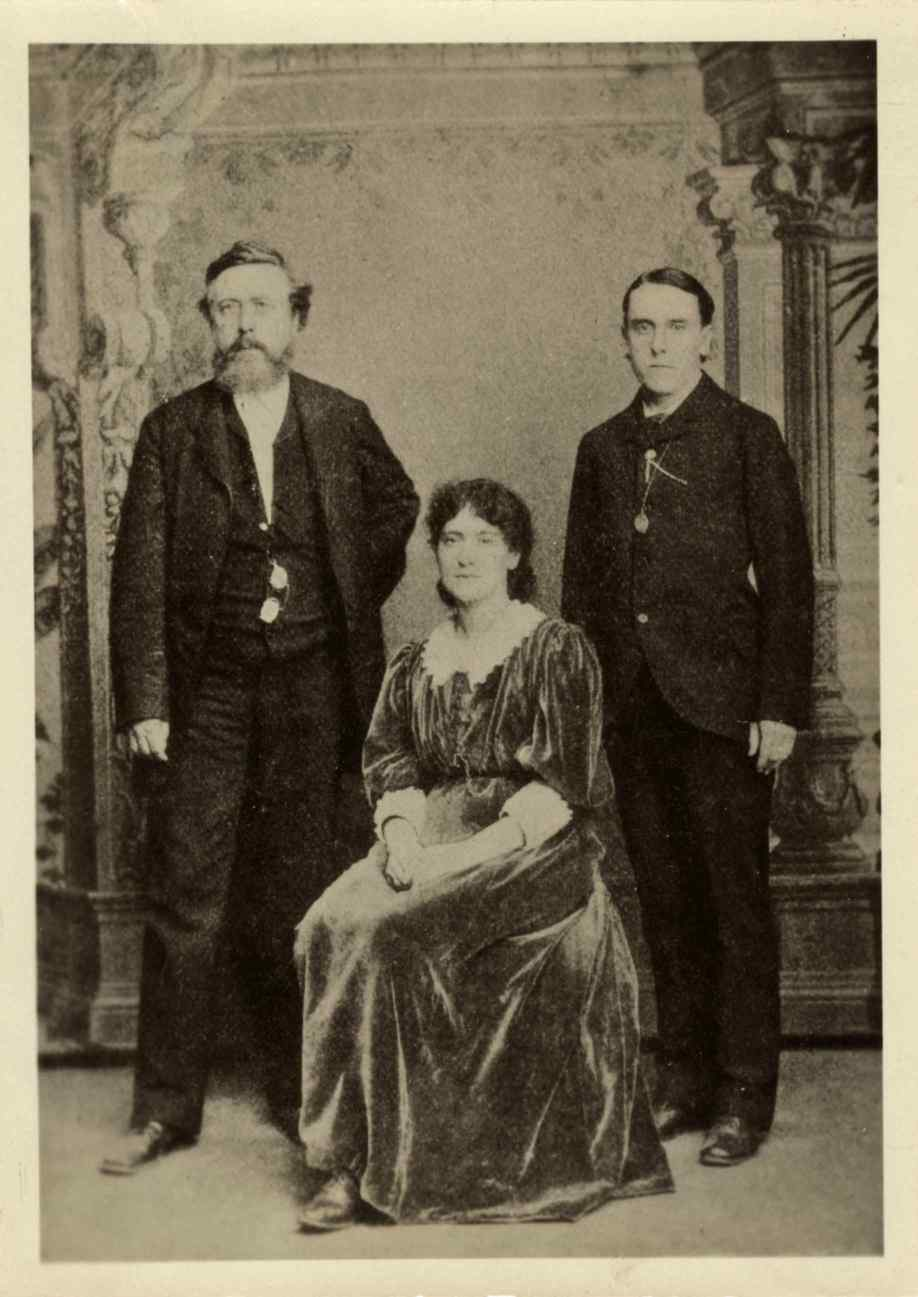
Wilhelm Liebknecht, Edward Aveling und Eleanor Marx während ihrer Agitationsreise in Nordamerika 1886.

Am 17. März nahm Aveling am Begräbnis von Karl Marx auf dem Highgate Cemetery in London gemeinsam mit Eleanor, Charles Longuet, Paul Lafargue, Friedrich Engels, Helena Demuth, Georg Lochner, Friedrich Leßner, Wilhelm Liebknecht, Carl Schorlemmer, Ernest Radford, Gustav Lembke und Sir Ray Lankester teil.
Im August 1884 wurden Eleanor Marx und Edward Aveling Mitglied der Social Democratic Federation (SDF), die 1881 von Henry Mayers Hyndman gegründet worden war. Wegen politischer Differenzen spaltete sich die SDF. Eleanor und Edward gründeten am 27. Dezember 1885 zusammen mit William Morris, Ernest Belfort Bax und anderen die Socialist League. Am 16. Januar 1885 gaben die Gründer einen Zirkularbrief heraus, der die Gründe für die Spaltung darlegte. Im September beteiligten sich Eleanor und Edward an der Versammlung in der Dodd Street, die eine Welle von Kämpfen für die Redefreiheit in England einleitete.
Da Laura Lafargue zeitlich nicht in der Lage war, den für sie vorgesehenen Teil des ersten Bandes des Kapitals ins Englische zu übersetzen, wurde im April 1884 Edward Aveling damit betraut. Er übersetzte im Auftrag von Friedrich Engels die Kapitel X (Der Arbeitstag), Kapitel XI (Rate und Masse des Mehrwerts), den Abschnitt (Arbeitslohn), den letzten Teil von Kapitel XXIV, Kapitel XXV, den Abschnitt VIII (Kapitel XXVI–XXXIII) und die Vorworte von Marx.
Am 31. August 1886 reisten Eleanor und Edward Aveling nach New York. Wilhelm Liebknecht traf etwas später in New York ein. Für die Socialist Labor Party of America sollten die beiden in den Vereinigten Staaten werben und Liebknecht sammelte Geld für die deutschen Sozialdemokraten, die unter dem Sozialistengesetz litten. Am 20. September 1866 sprachen die drei zum Thema Die social-democratische Arbeiter-Bewegung. Alle drei verteidigten die unschuldigen Justizopfer des Haymarket Riot, die gehängt werden sollten. Zwischen September und Dezember 1886 traten sie in New York, St. Louis, Baltimore, Detroit, Milwaukee, Kansas City, Cincinnati, Pittsburgh und vielen anderen Städten auf. Am 4. Januar 1887 trafen sie wieder in London ein. Über die Reise schrieb Edward das Buch An American journey und gemeinsam mit Eleanor The Working-Class Movement in America.
Da auf der 3. Jahreskonferenz am 29. Mai 1887 der Socialist League Anarchisten die Mehrheit (17:11) gewannen, verließen die Avelings die Socialist League. Am 11. April sprachen Edward und Eleanor auf einer Demonstration vor über 100.000 Menschen im Hyde Park für die Unabhängigkeit Irlands.
Am 13. November 1887 fand eine Protestdemonstration von 100.000 Sozialisten und Arbeitern auf dem Trafalgar Square gegen die Arbeitslosigkeit statt, die von der Polizei brutal unterdrückt wurde und als Blutsonntag in die Geschichte einging.
In den ganzen Jahren trat Aveling als gefragter Redner auf. Seinen Lebensunterhalt verdiente er hauptsächlich mit seinen Publikationen und Reden. Er unterstützte Eleanor in ihren gewerkschaftlichen Aktivitäten, wurde Mitglied der Independent Labour Party, in deren Exekutivkomitee er gewählt wurde.
Auf den Internationalen Sozialistischen Arbeiterkongressen der Zweiten Internationale 1889 in Paris, 1891 in Brüssel und 1893 in Zürich war Aveling als Delegierter vertreten.

### Aveling und Marx
Der verheiratete Edward Aveling und Eleanor Marx lernten sich schon 1882 oder 1883 kennen. Im Juli 1884 machten sie ihre „Hochzeitsreise“ nach Middleton in Derbyshire, finanziell unterstützt von Engels. Von da an nannte sie sich Eleanor Marx Aveling. Die Verbindung erregte einen Teil ihrer beiden Bekanntschaften, so Hyndman, Annie Besant, Charles Broadlaugh, während andere wie Olive Schreiner oder Havelock Ellis zu dem ungewöhnlichen Paar hielten. Die freie Lebensgemeinschaft verlief für beide Seiten zuerst positiv. Immer wieder hatten beide finanzielle Probleme, weil sie über ihre Verhältnisse lebten.
Nach einem Sommeraufenthalt in Stratford-on-Avon besuchen Eleanor und Edward auf Einladung von Friedrich Engels gemeinsam mit Carl Schorlemmer erneut Amerika im August 1888.
Am 8. Juni 1897 heiratete Aveling die junge Schauspielerin Eva Frye, verheimlichte dies jedoch Eleanor Marx.

### Deutschsprachige Werke

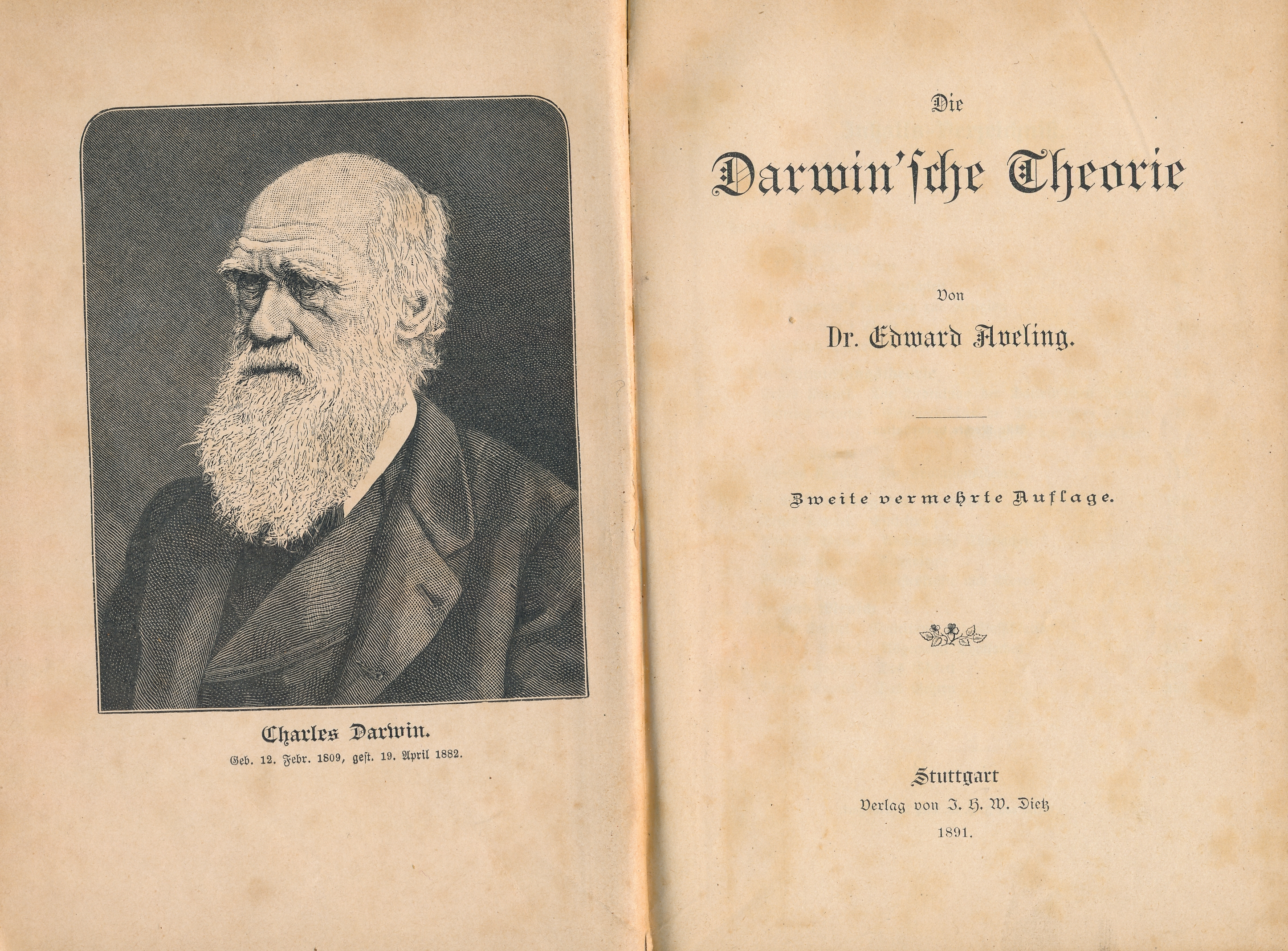
Die Darwin’sche Theorie, Stuttgart 1891 (Doppel-Titelseite)